# Recurso Económico Ciudadano
El Recurso Económico Ciudadano o REC (en catalán: Recurs Econòmic Ciutadà) es una moneda digital de ámbito local de la ciudad de Barcelona (España). Se lanzó en 2018 en fase de prueba piloto con diversos comercios de la ciudad. Su símbolo es Ɍ.

## Historia
La nueva moneda se puso en funcionamiento en mayo de 2018 en los diez barrios del Eje Besós, con el objetivo de fomentar la economía de barrio y el comercio de proximidad, así como fortalecer las redes asociativas. La ejecutora del proyecto y entidad gestora del REC es la asociación de innovación social Novact. El REC tiene paridad con el euro y permite realizar pagos entre la tarjeta o móvil del cliente y el móvil de los comercios mediante la tecnología blockchain, a través de una aplicación para móvil o una tarjeta con código QR. Las transacciones con REC no tienen coste añadido.
El REC se enmarca en una iniciativa europea de innovación urbana y social denominada B-Mincome, a través de la Urban Innovative Actions (UIA), que impulsa una renta municipal de inclusión, con el objetivo de que el 25 % de las ayudas B-Mincome que reciben las familias se cambien por moneda digital ciudadana. Está previsto que el Ayuntamiento de Barcelona invierta 1,5 millones de euros en REC.
El área inicial del proyecto se sitúa en la vertiente Besós de la ciudad, formada por los barrios de Ciutat Meridiana, Vallbona, Torre Baró, Les Roquetes, Trinitat Nova, Trinitat Vella, Baró de Viver, Bon Pastor, Verneda-La Pau y Besòs-Maresme. Se trata de un área de más de 100 000 habitantes, un 7 % de la ciudad. Está previsto que el programa piloto se desarrolle hasta octubre de 2019, fecha en que podría hacerse extensivo a otras áreas de la ciudad.
El consistorio ha impulsado también la creación de una Mesa por el Cambio, formada por representantes municipales, de comerciantes y asociaciones de vecinos, así como técnicos expertos en economía y tecnología, con el objetivo de hacer seguimiento y evaluación de la nueva moneda. Esta institución, registrada como Taula de Canvi SCCL, está constituida como una sociedad cooperativa de consumidores y usuarios, sin ánimo de lucro. Su nombre se inspira en la Taula de Canvis i Comuns Dipòsits de Barcelona, que fue la primera banca pública municipal de Europa, creada en 1401.